# Мисури Сити (Тексас)
Мисури Сити (енгл. Missouri City) град је у америчкој савезној држави Тексас. По попису становништва из 2010. у њему је живело 67.358 становника.

## Демографија
Према попису становништва из 2010. у граду је живело 67.358 становника, што је 14.445 (27,3%) становника више него 2000. године.
| Група             | 2000.          | 2010.          |
| Белци             | 20.448 (38,6%) | 16.791 (24,9%) |
| Афроамериканци    | 20.290 (38,3%) | 28.135 (41,8%) |
| Азијати           | 5.610 (10,6%)  | 10.922 (16,2%) |
| Хиспаноамериканци | 5.755 (10,9%)  | 10.306 (15,3%) |
| Укупно            | 52.913         | 67.358         |